# Col Campérié
Le col Campérié ou col de Campérié ou col du Campérié (col Compérié au XIXe siècle, début XXe siècle,), est un col des Pyrénées, situé dans le département de l'Aude, dans la commune de Puilaurens. Son altitude est de 511 mètres. Il est emprunté par la route départementale 117 qui relie Foix à Perpignan.

## Géographie
Le col Campérié se situe sur la ligne de partage des eaux entre les bassins versants de deux fleuves méditerranéens : l'Aude à l'ouest et celui de l'Agly, via la Boulzane, à l'est. C'est un col assez peu marqué qui matérialise toutefois la limite entre les régions naturelles du pays de Sault à l'ouest et du Fenouillèdes à l'est.

## Histoire
Une enquête d'utilité publique a lieu en mai 1866 pour faire passer la route impériale 117 par le col du Campérié au lieu du col de Saint-Louis (trajet utilisé jusque-là). Ce nouveau trajet est terminé en 1876.
La section Saint-Paul-de-Fenouillet - Quillan de la ligne Ligne de Carcassonne à Rivesaltes passant par le col du Campérié est ouverte en 1904. Le projet d'une ligne de chemin de fer passant par ce col avait été envisagé dès 1869.
La construction d'une route pour faciliter l'exploitation de la forêt domaniale des Fanges partant du col du Campérié est votée par les communes concernées de Puilaurens et de Saint-Martin-Lys en 1874.

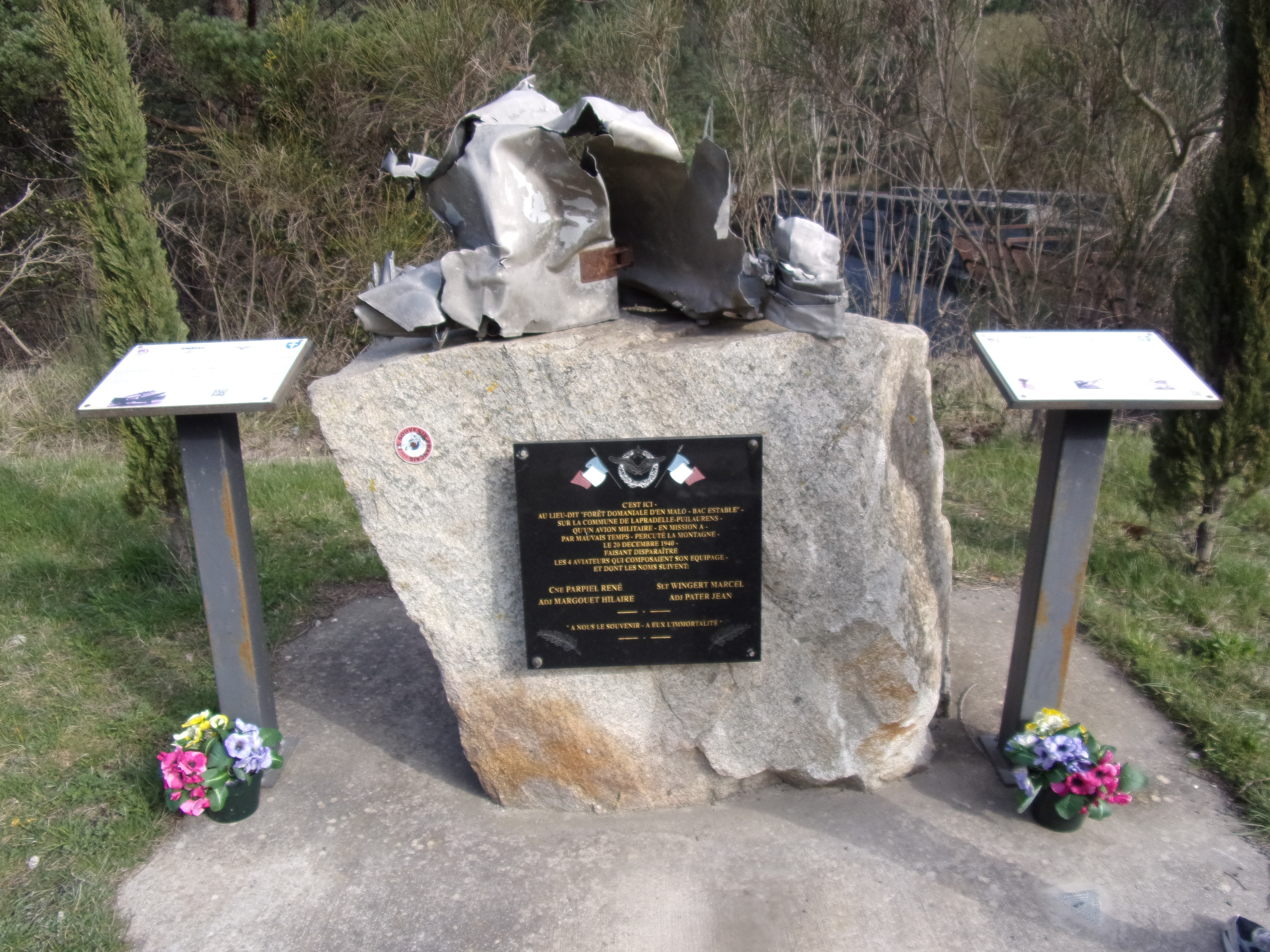
Stèle commémorative de l'accident d'avion de 1940.

Une stèle commémore le crash du 20 décembre 1940 d'un avion Caudron Goëland C-445 (inaugurée le 24 juin 2012, panneau explicatif dévoilé en août 2017), sur la face nord de la montagne, dans lequel périrent quatre aviateurs : le sous-lieutenant Marcel Wingert (34 ans, pilote de chasse, chevalier de la Légion d'honneur), l'adjudant-chef Hilaire Margouet (31 ans, mécanicien), l'adjudant Jean Pater (29 ans, radio) et le capitaine René Parpiel (35 ans, pilote de chasse).

## Tourisme
La route forestière de la forêt des Fanges part du col. Le sentier cathare passe par ce col.
La voie ferrée de la ligne Rivesaltes-Quillan passe par ce col (sous le pont des Soupirs : le souffle des locomotives à vapeur poussant un dernier soupir avant d'entamer la descente). Le train du pays Cathare et du Fenouillèdes exploite actuellement cette ligne et a mis en place un parcours en vélo-rail ayant pour terminus le col (parcours des bûcherons : Axat - col du Campérié).

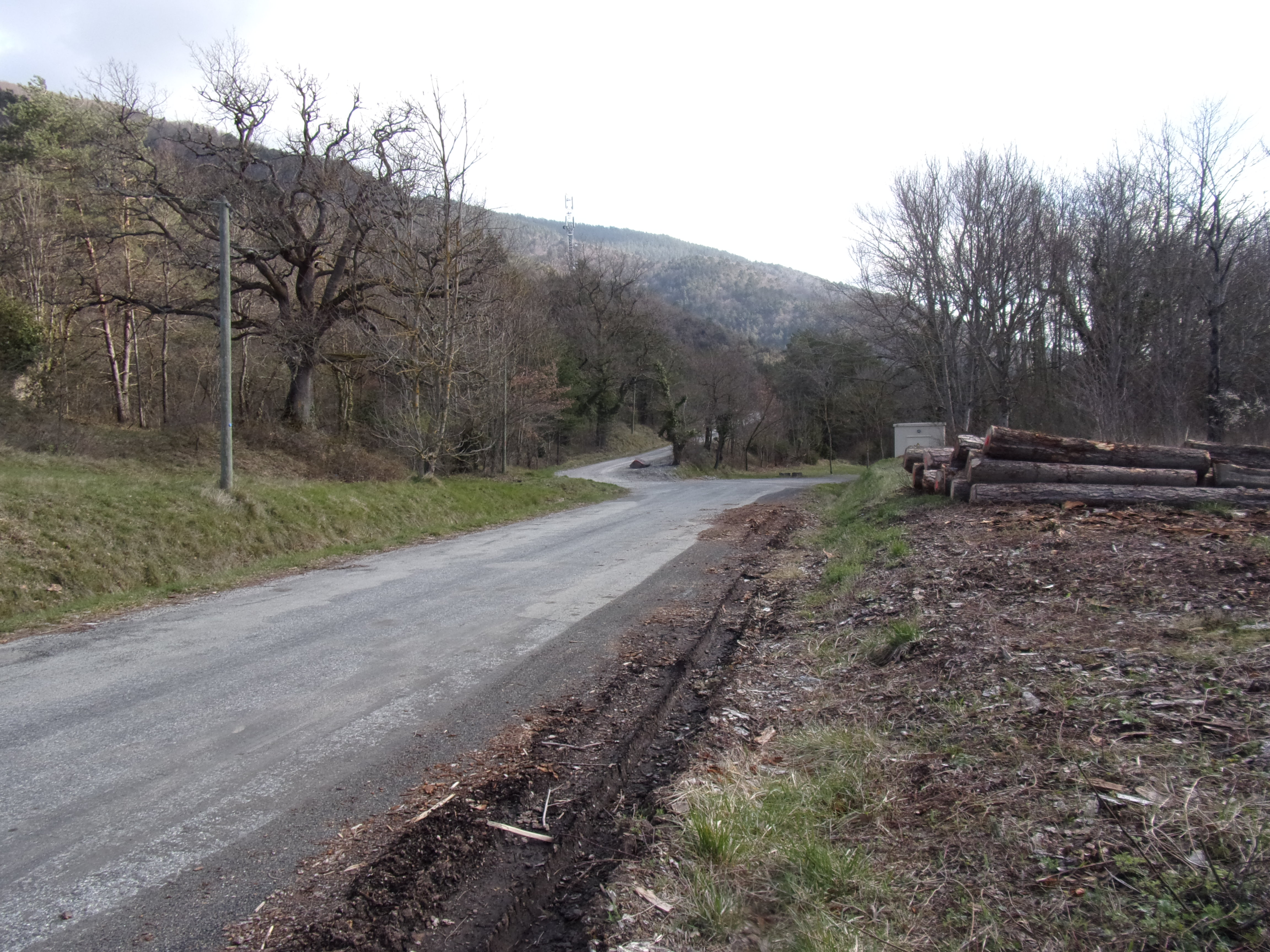
Départ de la route forestière de la forêt des Fanges au col du Campérié.
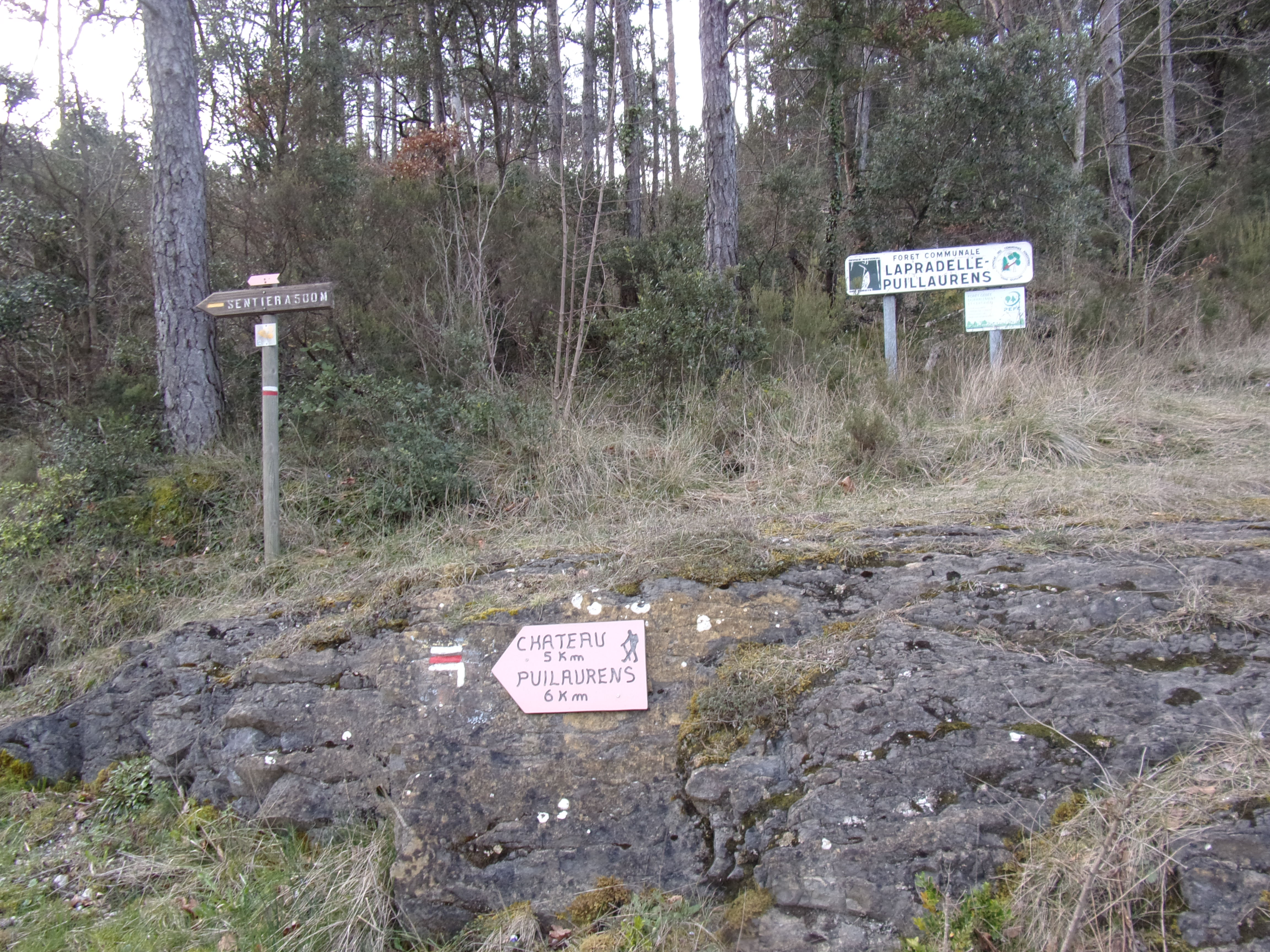
Départ du sentier cathare au col du Campérié.
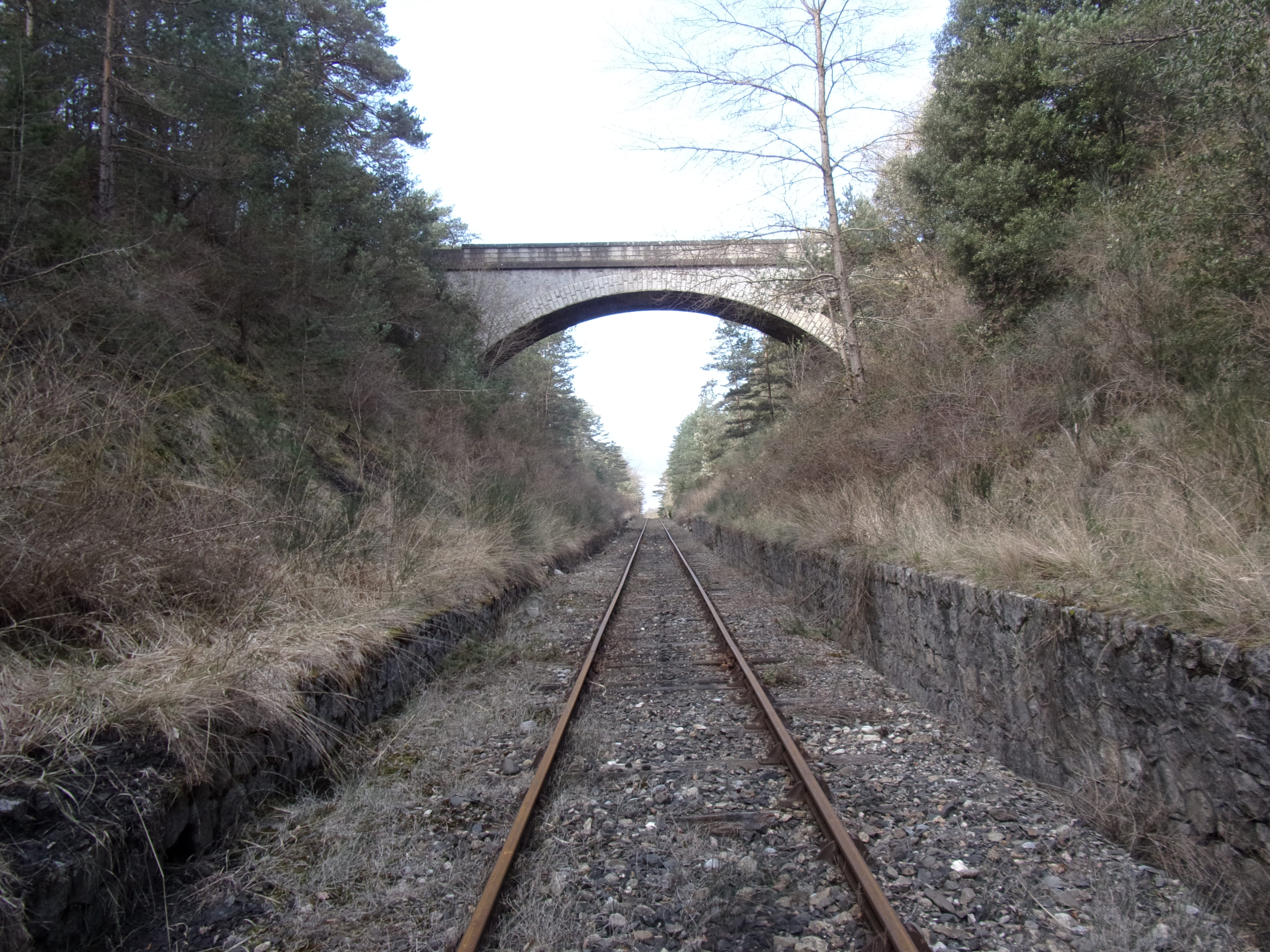
Pont des Soupirs au col du Campérié.

Tous les deux ans, les journées forestières d'Axat sont organisées sur ce site (même si elles n'ont pas pu avoir lieu en 2021).
Un sentier de randonnée éducatif sur l'environnement forestier est mis en place, avec départ depuis l'aire de repos située de l'autre coté du pont des soupirs par rapport à la D117.

## Cyclisme
Classée en 4e catégorie, elle est empruntée lors de la 11e étape du Tour de France 1997, avec un passage en tête de Wilfried Peeters, et lors de la 12e étape du Tour de France 2008 de Lavelanet à Narbonne, seule côte référencée au 58e kilomètre, franchie en tête par Samuel Dumoulin.
Il est sur le parcours de la 14e étape du Tour de France 2021 sans être pris en compte pour le Grand prix de la montagne.